# Notre-Dame-Ste-Victoire (Bossée)
Die römisch-katholische Kapelle Notre-Dame-et-Sainte-Victoire ist eine Grabkapelle auf dem Friedhof von Bossée im Département Indre-et-Loire in der französischen Region Centre-Val de Loire. Sie ist die einzige Grabkapelle im Kanton Ligueil, die sich nicht im Hauptort Ligueil befindet.

## Geschichte
Die Kapelle wurde 1866 erbaut und nach den Aufzeichnungen der Pfarrgemeinde 1867 der Notre Dame und der Sainte Victoire geweiht.

## Architektur
Die Kapelle ist ein kleiner rechteckiger Monumentalbau, der aufgrund seiner Qualität einem der bedeutendsten Architekten der neugotischen Schule von Touraine zugeschrieben werden kann. Nur einer der beiden Türrahmen mit zwei fein geschnitzten Engelsfiguren ist heute noch erhalten. Ein Teil der Steinplatten, die einst das Dach bildeten, wurde durch Blech ersetzt. Eines der Kreuze auf dem Dach und die vier Eckfialen sind ebenfalls verschwunden.

## Innenausstattung
Die Wände, Säulen und Gewölbe der Kapelle sind mit Malereien der Brüder Subert verziert. Im hinteren Teil der Kapelle befindet sich ein Altar mit einem falschen Tabernakel aus Stein. Die Apsis ist ebenso wie die Eingangstür mit kleinen geometrischen Glasfenstern versehen. Eine bemalte Holzstele trägt kleine kupferne Gedenktafeln. Die älteste erinnert an das Mädchen Victoire Raguin, das am 2. Oktober 1839 im Alter von sieben Jahren in Bossèe verstarb.